# Animal Paradise
Animal Paradise é um Jogo de videogame do gênero de simulação de vida que foi desenvolvido e publicado pela Empire Interactive, sendo lançado na América do Norte em 23 de setembro de 2008 e em 16 de novembro de 2007 na Europa para o Nintendo DS, console portátil da empresa japonesa Nintendo. Tendo, posteriormente, a sua sequência: Animal Paradise Wild.